# Causing a Commotion
Causing a Commotion is een lied van Madonna, de tweede single van het soundtrack-album van de film Who's That Girl. Het nummer haalde de nummer 3-positie in de top 40.

## Achtergrondinformatie
Terwijl Madonna op wereldtournee was, werd Causing a Commotion uitgebracht als single. Het nummer is afkomstig van de soundtrack van de film Who's That Girl. Zoals wel vaker was gebeurd, werd Madonna's filmmuziek een groter succes dan de film.
Tijdens de Who's That Girl World Tour werd het nummer gespeeld en gebruikt om alle musici en dansers in het zonnetje te zetten. Het nummer werd ook gespeeld tijdens de Blond Ambition Tour waarbij Madonna met haar achtergrondzangeressen 'vecht' en uiteindelijk wint.

## Videoclip
De officiële clip van Causing a Commotion is een animatie-versie van Nikki Finn, Madonna's rol in Who's That Girl. Gezien het floppen van de film werd deze clip na enige tijd vervangen door een live-opname in Turijn van Causing a Commotion tijdens de Who's That Girl World Tour.